# Jardín de Aclimatación de La Orotava
El Jardín de Aclimatación de La Orotava, también llamado Jardín Botánico de Puerto de la Cruz, o normalmente como El Botánico, es un jardín botánico situado en Puerto de la Cruz, en la isla de Tenerife (Canarias, España). El nombre de Jardín de Aclimatación de La Orotava proviene porque antiguamente el Puerto de la Cruz pertenecía al municipio de La Orotava y era conocido como Puerto de La Orotava, conservándose el nombre original, lo que en ocasiones lleva a confundir su situación.
Es bien de interés cultural, con categoría de jardín histórico, desde 1994.

## Historia

### Inicios y periodo de Alonso de Nava y Grimón

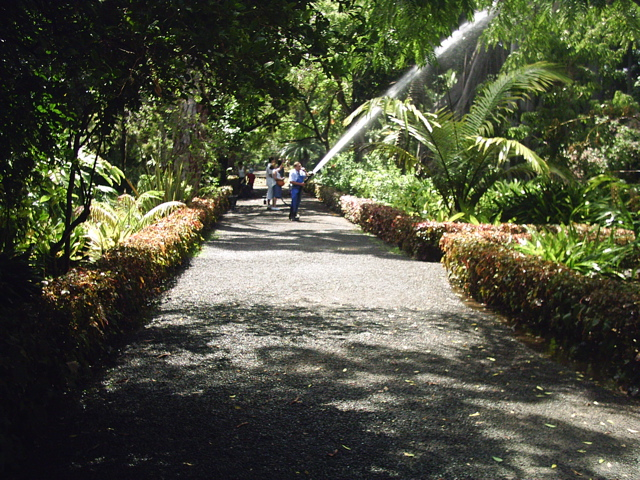
Uno de los paseos del "Botánico"

El "Jardín de Aclimatación" tiene sus orígenes en una orden de fundación de 17 de agosto de 1788, por parte del rey ilustrado y absoluto Carlos III de España de 17 de agosto de 1788, y también por la cual los científicos recolectores en las colonias españolas del Nuevo Mundo debían de reunir plantas exóticas en este jardín, y después de un periodo de aclimatación, posteriormente trasladarlas a sus jardines reales de Madrid y Aranjuez. 
El Jardín de Aclimatación de La Orotava, era pues, tras el Real Jardín Botánico de Madrid, que también poco antes fue fundado por orden del rey Carlos III, el segundo jardín botánico de España. 
El proyecto continuó con la búsqueda del emplazamiento más apropiado, donde instalar el jardín, de lo cual se encargó Alonso de Nava-y-Grimón y Benítez-de-Lugo, VI. Marqués de Villanueva del Prado (1757-1832). El terreno fue cedido por su suegro Don Francisco Bautista Benítez-de-Lugo y Arias-de-Saavedra, IX Señor de Fuerteventura y propietario de la Hacienda de El Durazno, a la cual pertenecían estos terrenos. Esta Hacienda y mayorazgo fueron propiedad desde la Conquista de la rama mayor de Benítez de Lugo, pues en 1502 Bartolomé Benítez (Pereira) de Lugo, sobrino del Adelantado, recibió 100 fanegadas de regadío y 300 de secano en el Valle de La Orotava, que incluían estas tierras. 
Aunque el rey Carlos III de España murió en 1788, unos pocos meses después del decreto de la fundación, su sucesor Carlos IV de España también era favorable con el proyecto. Así en 1790 empezaron los trabajos según planos del arquitecto Diego Nicholas Eduardo que dispuso zonas de siembra de formas geométricas, terminado el trabajo de diseño en 1791. Y las primeras 35 plántulas se sembraron en 1792.
Pero el intento de aclimatación en su traslado a la península no funcionó, pues el clima del interior de la península ibérica, es muy diferente del que hay en Tenerife.

### Nuevo proyecto de ampliación

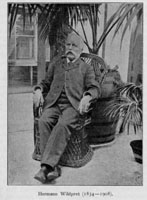
Hermann Wildpret, jardinero mayor en el "Botánico" de 1860 a 1893

En los años 1990 fue convocado por el Gobierno de Canarias un concurso de arquitectura para la ampliación del Jardín Botánico. El equipo de arquitectos ganador fue el constituido por los arquitectos Felipe Artengo, Fernando Menis y José María Rodríguez. El proyecto ha sufrido diferentes retrasos y finalmente está finalizándose, habiéndose fijado la fecha de inauguración para 2017.
La ampliación del jardín se aborda con un proyecto arquitectónico que plantea un recorrido a través de los diferentes espacios que guardan y protegen los diferentes ambientes del jardín, uniendo delicadamente el medio urbano y el ambiente natural (y rural circundante, pues el jardín se encuentra rodeado de plataneras en la parte más lejana al mar), utilizando el jardín histórico como preámbulo y final de la visita. El agua toma un especial protagonismo en un jardín de estas características. El gran salto de agua donde confluyen los cursos que discurren por los diferentes espacios del bosque tropical determina se transforma en el núcleo de interés del jardín.